# Rahm (film)
 (décembre 2023).
La mise en forme du texte ne suit pas les recommandations de Wikipédia : il faut le « wikifier ».
Les points d'amélioration suivants sont les cas les plus fréquents. Le détail des points à revoir est peut-être précisé sur la page de discussion.
- Les titres sont pré-formatés par le logiciel. Ils ne sont ni en capitales, ni en gras.
- Le texte ne doit pas être écrit en capitales (les noms de famille non plus), ni en gras, ni en italique, ni en « petit »…
- Le gras n'est utilisé que pour surligner le titre de l'article dans l'introduction, une seule fois.
- L'italique est rarement utilisé : mots en langue étrangère, titres d'œuvres, noms de bateaux, etc.
- Les citations ne sont pas en italique mais en corps de texte normal. Elles sont entourées par des guillemets français : « et ».
- Les listes à puces sont à éviter, des paragraphes rédigés étant largement préférés. Les tableaux sont à réserver à la présentation de données structurées (résultats, etc.).
- Les appels de note de bas de page (petits chiffres en exposant, introduits par l'outil «  Source ») sont à placer entre la fin de phrase et le point final[comme ça].
- Les liens internes (vers d'autres articles de Wikipédia) sont à choisir avec parcimonie. Créez des liens vers des articles approfondissant le sujet. Les termes génériques sans rapport avec le sujet sont à éviter, ainsi que les répétitions de liens vers un même terme.
- Les liens externes sont à placer uniquement dans une section « Liens externes », à la fin de l'article. Ces liens sont à choisir avec parcimonie suivant les règles définies. Si un lien sert de source à l'article, son insertion dans le texte est à faire par les notes de bas de page.
- La présentation des références doit suivre les conventions bibliographiques. Il est recommandé d'utiliser les modèles {{Ouvrage}}, {{Chapitre}}, {{Article}}, {{Lien web}} et/ou {{Bibliographie}}. Le mode d'édition visuel peut mettre en forme automatiquement les références.
- Insérer une infobox (cadre d'informations à droite) n'est pas obligatoire pour parachever la mise en page.

Pour une aide détaillée, merci de consulter Aide:Wikification.
Si vous pensez que ces points ont été résolus, vous pouvez retirer ce bandeau et améliorer la mise en forme d'un autre article.
 (décembre 2023).
Pour les articles homonymes, voir Rahm.
Pour plus de détails, voir Fiche technique et Distribution.
Rahm (La clémence) est un film dramatique et thriller pakistanais de 2016, basé sur Mesure pour Mesure de William Shakespeare. Il est écrit et produit par Mahmood Jamal et réalisé par Ahmed Jamal. Sanam Saeed, Sunil Shanker, Sajid Hasan et Nayyar Ejaz jouent les rôles principaux dans le film. L'intrigue du film est basée sur les luttes d'une sœur qui tente de sauver son frère du châtiment d'un péché qu'il n'a pas commis.

## Synopsis
L'intrigue du film tourne autour du gouverneur ( Sajid Hasan ) qui démissionne de son poste après une crise cardiaque. Il est remplacé par Qazi Ahad (Sunil Shanker) qui, tout en prônant une gouvernance sévère, règne de manière corrompue. Il croit que l'ancien gouverneur est parti, et punit pour fornication un couple marié qui a perdu ses papiers de nikah. Mais à son insu, l'ancien gouverneur surveille tout, en étant déguisé en religieux (appelé Baba).

## Distribution
- Sanam Saeed : Samina
- Sunil Shankar : Qazi Ahad
- Sajid Hasan : gouverneur Fazal Khan
- Rohail Pirzada : Qasim Mian
- Nayyar Ejaz : conseiller Kamal
- Seerat Jafri : Marium
- Khalid Butt : Nawab Nasrullah
- Rashid Mehmood : Maulvi Samad
- Faris Khalid : Gulzar
- Amber Khan : présentatrice de nouvelles
- Meeran Kazmi : Safia Begum

## Production
Le réalisateur Ahmad Jamal a déclaré que le but de la réalisation du film était de commémorer Shakespeare dont on a célébré le 400e anniversaire de sa mort en 2016. Il pense que cette adaptation de la pièce de l'auteur Mesure pour Mesure est fidèle à son essence, dans un contexte différent.
L'ensemble du tournage a été réalisé dans des studios situés à Lahore. L'équipe de tournage a utilisé les objectifs des caméras Arri Alexa et Cooke, afin de capturer l'atmosphère des vieilles rues étroites de Lahore et l'architecture de la ville fortifiée,. Le tournage principal s'est terminé la première semaine de décembre 2015. La direction photographique du film a été réalisée par Jono Smith tandis que le montage a été réalisé par Kant Pan.

## Réception
Rahm est sorti le 18 novembre 2016. Le film n'a pas bien marché commercialement.
Cependant, il a reçu un accueil favorable de la part des critiques. Le journaliste de cinéma Adnan Murad a ainsi écrit: "Le réalisateur Ahmed Jamal maintient vivant l'esprit de Mesure pour Mesure tout au long de ce long métrage, faisant confiance à son public pour accepter les complexités du conte." Murad a également fait l'éloge de la représentation de Lahore dans ce film. Il a écrit : "Le duo scénariste-réalisateur est sans vergogne séduit par le décor. Ils vous tiennent le doigt et vous emmènent à travers les quartiers locaux, les sites et les rues familiers aux habitants de Lahore, pour laisser la ville vous envoûter."
L'hebdomadaire britannique Eastern Eye a récompensé Saeed comme la meilleure actrice de l'année pour sa performance dans le film.

## Sortie
La bande-annonce du film est sortie en août 2016. Le film est sorti dans tout le Pakistan le 18 novembre 2016.
Le film est sorti à Paris en octobre 2017. En novembre 2017, le film a été projeté au 39e Festival international du film du Caire.